# 田中亜実
田中 亜実（たなか あみ、1994年2月24日 - ）は、日本のプロボウラー。千葉県出身。所属、用品契約ともにフリー。身長163cm。血液型AB型。右投げ。千葉県立関宿高等学校卒業。
JPBA第44期生。ライセンスNo.486（2011年交付）。BS日テレで放送されている『ボウリング革命 P★League』でのキャッチフレーズは『天然!ビタミン娘』。

## 経歴
- 2010年に当時16歳でプロテストを受験するも不合格。2011年に再受験して合格（当時17歳）、現役高校生プロボウラーとなった。

- 2012年に高校を卒業。その後はプロボウラーとして活動している。

- 2013年スカイAカップ2013プロボウリングレディース新人戦にて優勝。

- Pリーグの初出場は第35戦で、現役高校生プロボウラーとして出場。1回戦Aグループで松永裕美・片井文乃と対戦したが、192点で1回戦敗退となった[4]。なお、この第35戦は現役大学生プロボウラーの竹原三貴も初参戦だった。

- 2016年2月に結婚（同時に妊娠も）を発表。

## 主な戦績（プロ入り後）

### 2013年
- 2013プロボウリングレディース新人戦 優勝

## TV出演
- 「炎の体育会TV」 (2012年、TBS系列)

## 関連リンク
- 田中亜実 P★LEAGUEオフィシャルブログ